# NAD(P)H deidrogenasi (chinone)
La NAD(P)H deidrogenasi (chinone) è un enzima appartenente alla classe delle ossidoreduttasi, che catalizza la seguente reazione:
NAD(P)H + H+ + un chinone ⇄ NAD(P)+ + a idrochinone
Una flavoproteina. L'enzima catalizza la riduzione a due elettroni, ed ha una preferenza per i chinoni, accettori a catena corta, come l'ubichinone, benzochinone, juglone e durochinone. Gli animali, ma non le piante, hanno una forma enzimatica che è inibita dal dicumarolo.